# Stenar mot pansarvagnar
Stenar mot pansarvagnar är ett album av Varnagel, inspelat hösten 2006 och släppt samma år på Beat Butchers Records.

## Låtlista
1. "Frihetsbrand"
2. "Biljett till helvetet"
3. "Stenar mot pansarvagnar"
4. "Drömyrket"
5. "Kanal fem"
6. "Dimma"
7. "Manodepressiv"
8. "Jag vill inte vara ett kön"
9. "Stjäl från dom rika"
10. "BBQ"
11. "Svea rike AB"